# Kostel svatého Michaela archanděla (Vrbno pod Pradědem)
Římskokatolický kostel svatého Michaela archanděla ve Vrbně pod Pradědem je jednolodní stavba chráněná jako kulturní památka České republiky.

## Historie a výstavba
Na začátku 17. století se na vrbenském náměstí nacházela kaple svatého Michala. V letech 1621–1624 byl v jejím sousedství habsburským arcivévodou Karlem, velmistrem řádu německých rytířů, postavený dřevěný kostel, obě stavby však byly těžce poškozeny protestanty v roce 1626.
Na příkaz místodržícího Georga Wilhema von Elkerhausena byl na místě dřevěného kostela v letech 1635–1637 vybudován kamenný jednolodní chrám. Kostel byl podélný, jednolodní s čtyřbokou věží v ose hlavního průčelí a sakristií, připojenou k epištolní straně. Hlavní vchod byl v přízemí věže a další vchody byly proraženy v bočních průčelích. Kvůli nedostatečné kapacitě byl v roce 1837 zbořen.
Téhož roku byl za přítomnosti velmistra řádu německých rytířů, arcivévody Maxmiliána Josefa Rakouského-Este položen základní kámen nového farního kostela podle projektu bruntálského architekta Maxmiliána Wilsche. Stavbu provedl krnovský podnikatel Karl Latzel, stavebním dohled vykonával polír Josef Gruner a jako tesař je uváděn Johann Peschel z Ryžoviště. Původně se počítalo se stavbou dvou věží, ale kvůli problémům s podložím byl projekt změněn a začalo se se stavbou pouze jedné věže a to na východní straně (typicky jsou kostelní věže situovány na straně západní). Stavba stojící do současnosti, byla dokončena roku 1841. Roku 1843 navštívil Vrbno pod Pradědem arcivévoda Maxmilián, ale místo hotové novostavby nalezl ruinu. Nekvalitně provedení stavebních prací zapříčinilo při budování nejvyššího patra věže odtrhnutí věže od lodi kostela a celé stavbě hrozilo zřícení. To jej rozlítilo natolik, že chtěl nechat ruinu rozmetat střelbou z děl. Nakonec byla na jeho příkaz stavba stažena železnými obručemi a trhliny ve zdivu a klenbě opraveny.

## Současnost

### Interiér
Hlavní oltář, tvarem podobný antickému chrámu, má po stranách klečící cheruby. V rozích presbytáře stojí sochy svatého Petra a Pavla. Mezi skulpturami světců nacházíme sochu archanděla Michaela s mečem, váhami a přemoženým Satanem.
Po stranách kostela jsou dva boční oltáře – Panny Marie a protější sv. Josefa. Boční oltáře doplňují dvojice soch – vlevo sv. Jáchyma a sv. Anny, vpravo sv. Zachariáše a sv. Alžběty.
Klenba lodi je vyzdobena čtyřmi nástropními malbami:
- Obětování Izáka
- Zvěstování Panně Marii
- Ježíš jako přítel dětí
- sv. Alžběta

Na stropě kněžiště jsou v rozích malířské medailony se čtyřmi evangelisty a na západní straně presbytáře je zobrazena sv. Trojice.

### Exteriér
Před kostelem je empírová kašna a kříž z r. 1825.

## Galérie

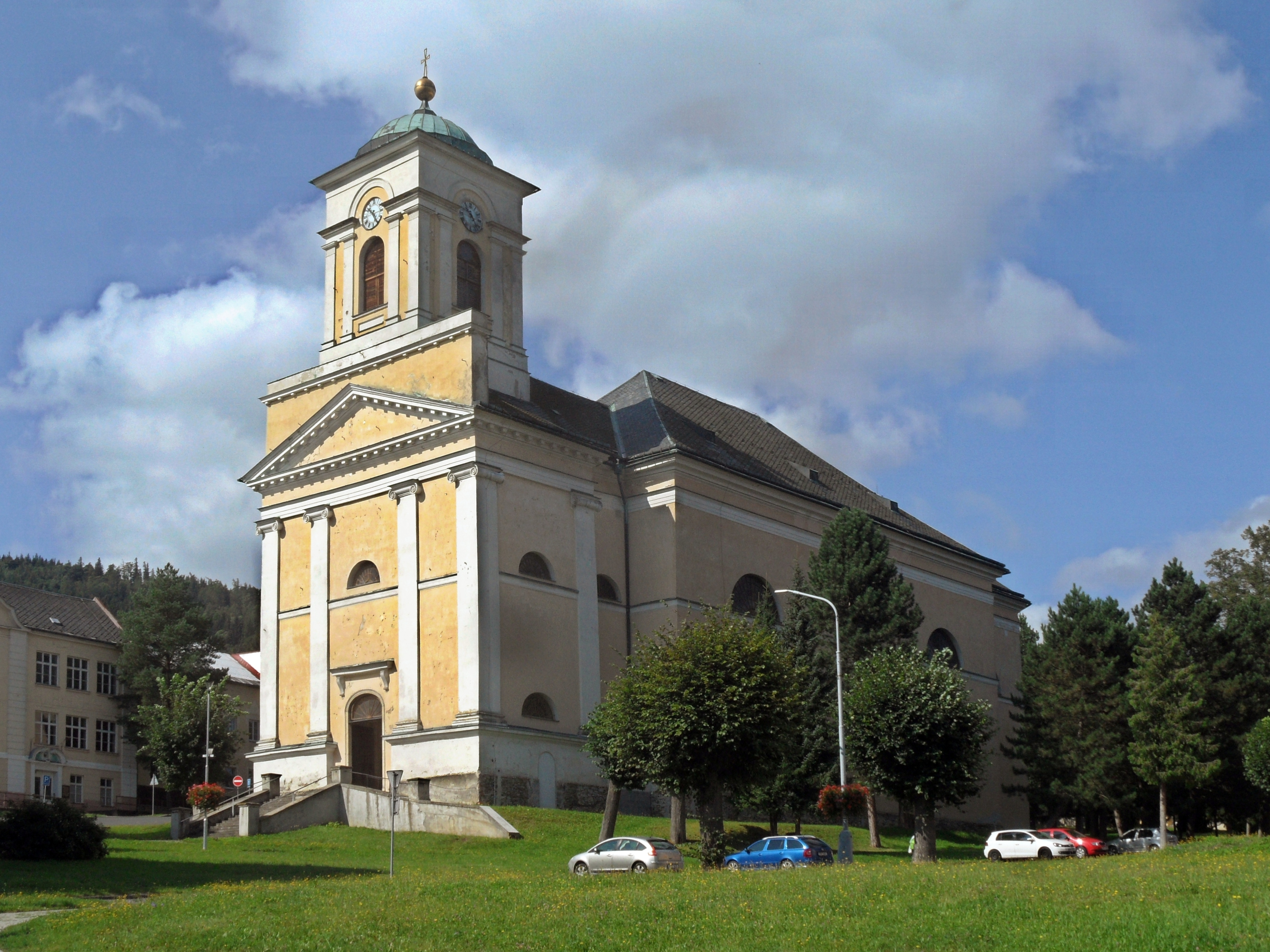
Celkový pohled (2024)
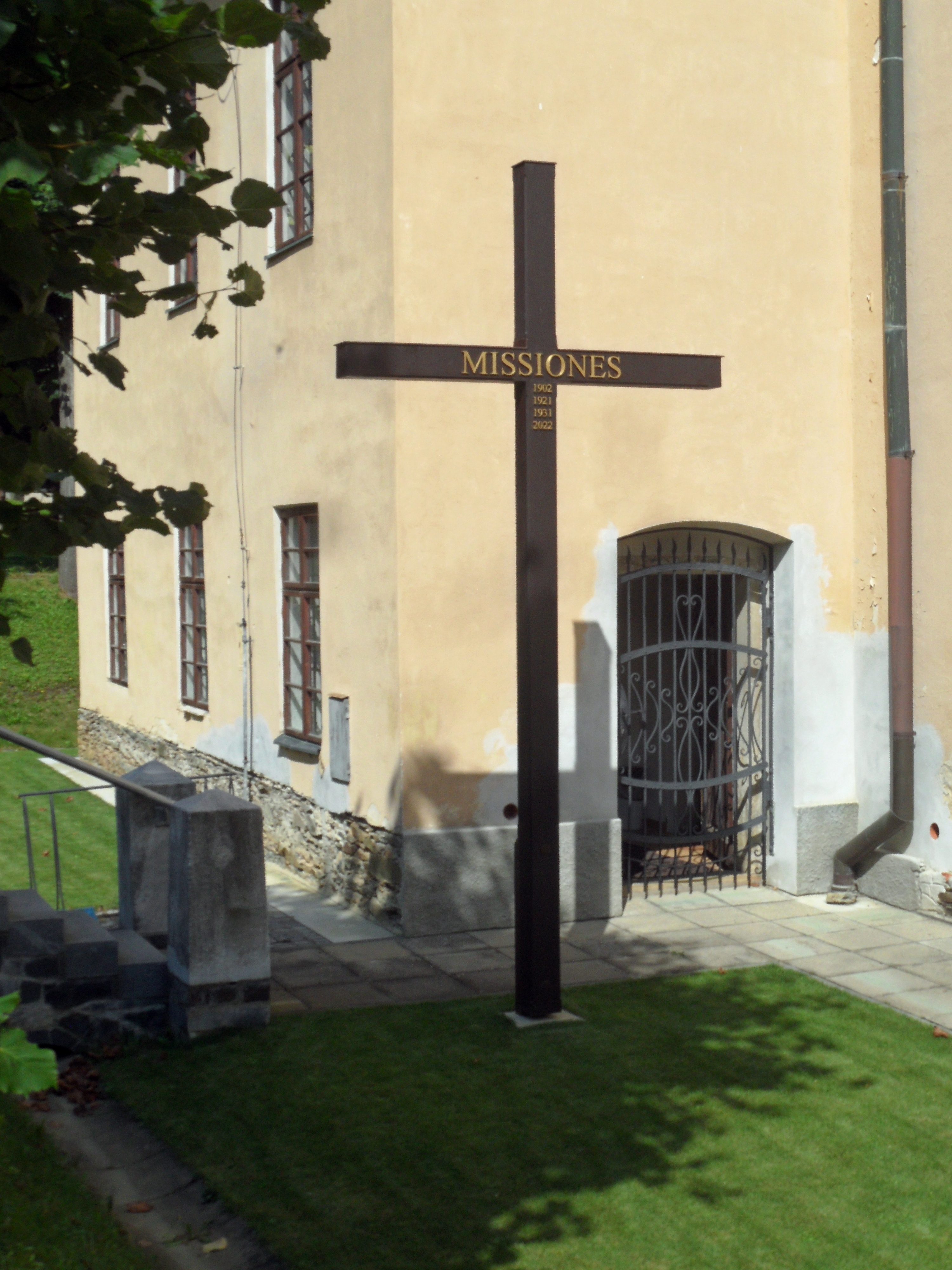
Kříž u jižní zdi kostela
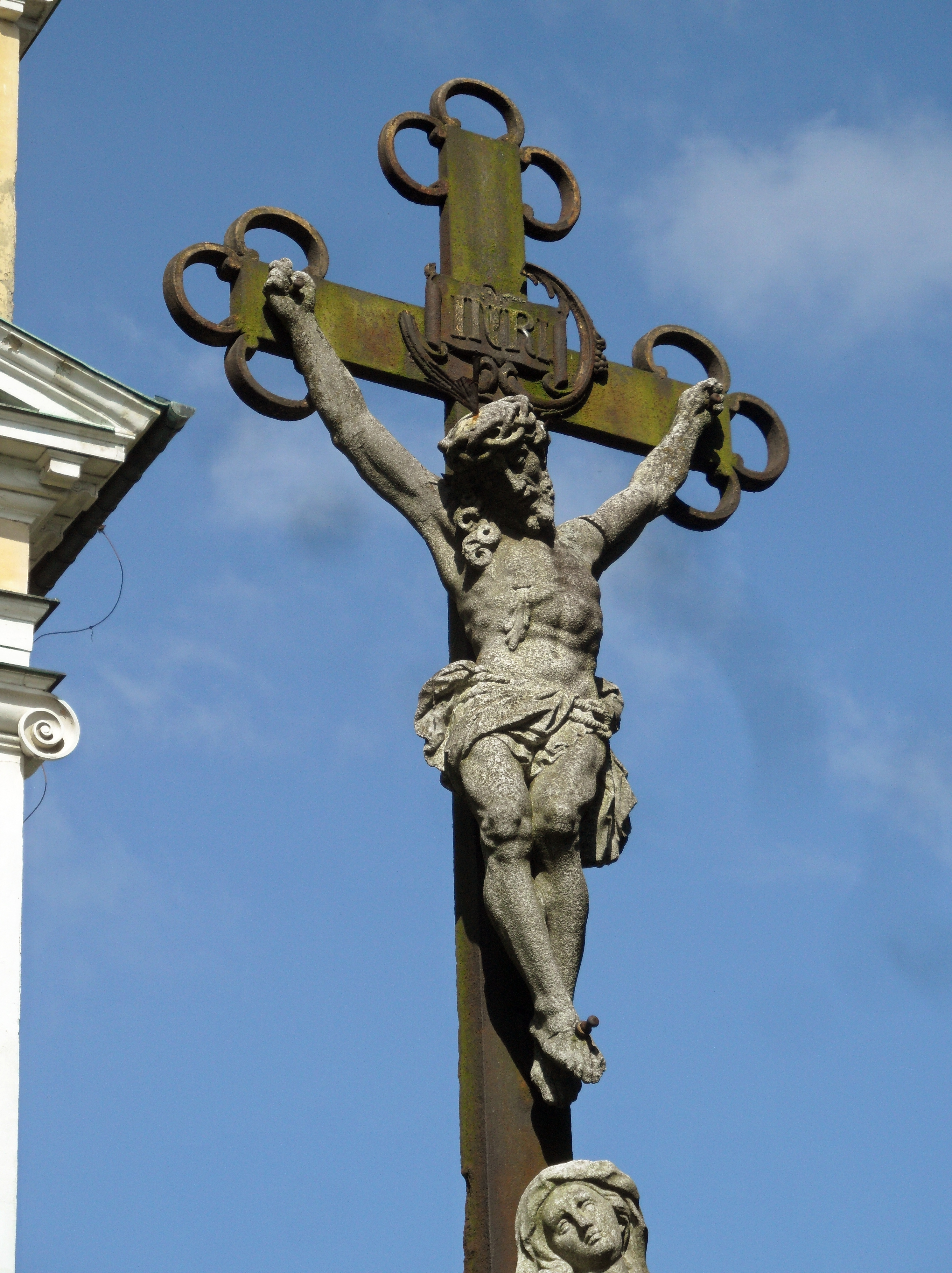
Detail empírového kříže u kostela (vedle kašny)
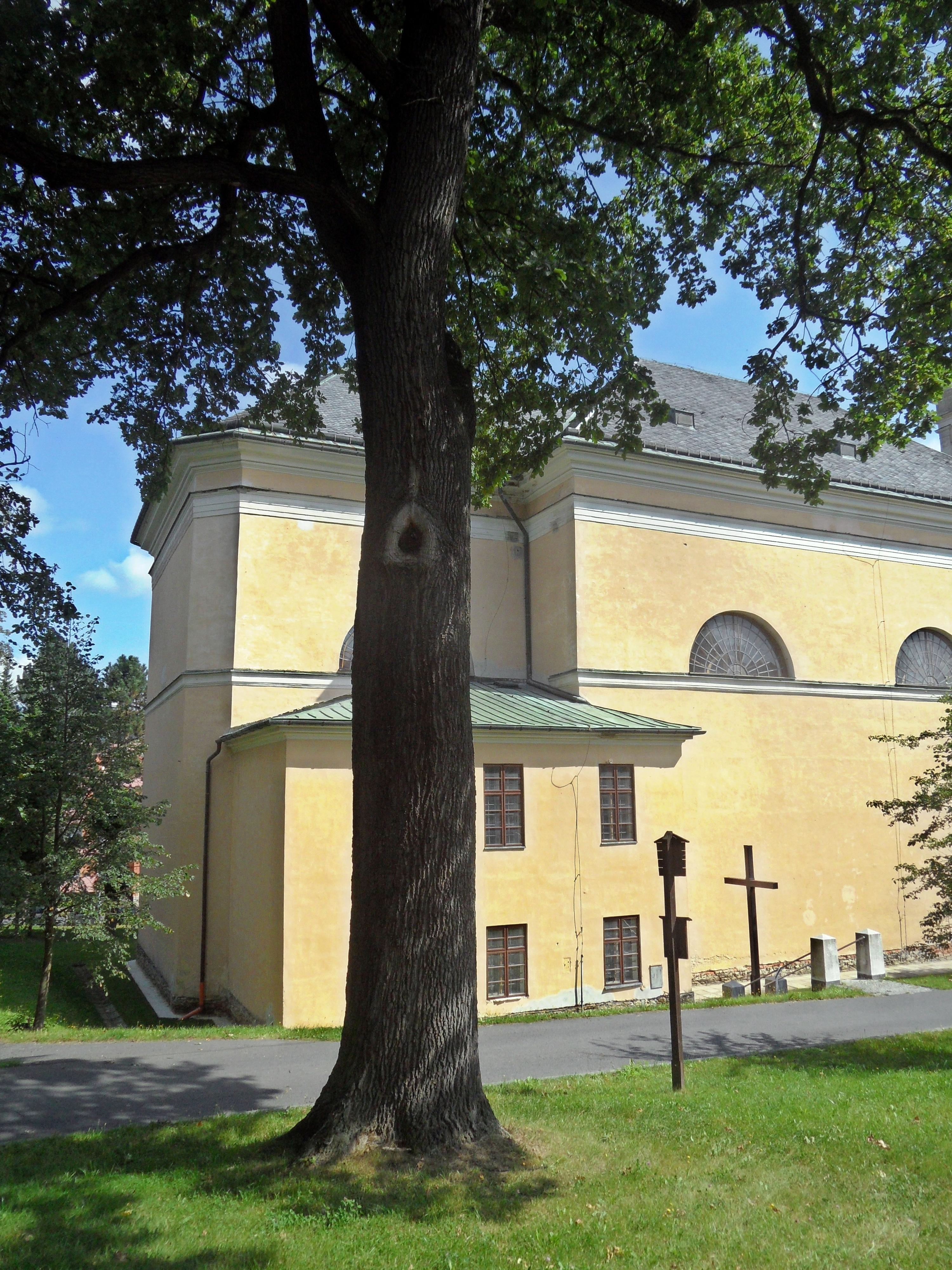
Památný dub u kostela